# Sasunaga albiplaga
Sasunaga albiplaga là một loài bướm đêm trong họ Noctuidae.